# 집단 심인성 질환
집단 심인성 질환(集團心因性疾患, mass psychogenic illness, MPI, mass sociogenic illness, sociogenic illness)은 응집 그룹의 멤버에 영향을 미치는 증상의 빠른 확산을 의미하며, 신경계 장애에서 기원한다. 그래서 집단성 히스테리라고도 정의한다.

## 개요
집단내에 히스테리 증상이 만연하는 현상이다. 학업으로부터 도피하고자 하는 학교 히스테리, 죽음의 불안과 전쟁공포가 질병처럼 번지는 전장(戰場) 히스테리 등이 대표적인 예이다. 증상은 보통 히스테리와 마찬가지로 '들리지 않는다, 손발이 떨린다, 보이지 않는다, 혈압이 올라간다, 맥박이 빨라진다, 눈동자가 커진다, 손발이 굳어진다, 대소변을 싸거나 경련을 일으킨다, 의식을 잃고 졸도한다'는 등의 증세로 나타난다. 집단 히스테리는 억압적 성격이 강한 집단에서 나타나는 것 외에도 신흥종교나 미개 종교 등의 의식, 또는 팝 음악 연주회의 참가자들에게서도 나타날 수 있다. 심하면 패닉(panic) 상태에 빠진다.

## 증상
존스는 1980년부터 1990년까지 발생한 공통 정보를 토대로 다음의 증상을 수집하였다.
| 증상                           | 보고된 비율 |
| ------------------------------ | ----------- |
| 두통                           | 67          |
| 어지럼증 / 두부경중감          | 46          |
| 구역질                         | 41          |
| 경련성 복통                    | 39          |
| 기침                           | 31          |
| 피로                           | 31          |
| 목앓이                         | 30          |
| 과호흡 / 호흡 곤란             | 19          |
| 눈물이 자주 나거나 눈이 자극됨 | 13          |
| 흉통                           | 12          |
| 집중 불능 / 사고의 어려움      | 11          |
| 구토                           | 10          |
| 아린감 / 마비                  | 10          |
| 불안                           | 8           |
| 설사                           | 7           |
| 시각 장애                      | 7           |
| 발진                           | 4           |
| 의식 불명                      | 4           |
| 가려움                         | 3           |

## 같이 보기
- 건강염려증
- 감응성 정신병

## 참고 문헌
- Jones, Timothy. “Mass Psychogenic Illness: Role of the Individual Physician.” American Family Physician. American Family of Family Physicians: 15 Dec. 2000. Web. 28 Nov. 2009.  보관됨 2011-06-06 - 웨이백 머신
- Mass, Weir E. “Mass sociogenic illness.” CMAJ 172 (2005): 36. Web. 14 Dec. 2009.